# Albert Vierling (Ingenieur)
Albert Ludwig Vierling (* 14. September 1899 in Straubing; † 13. Juni 1989 in Langenhagen) war ein deutscher Maschinenbauingenieur, Professor für Fördertechnik an der Technischen Hochschule Hannover und Rektor der TH Hannover.

## Leben
Nach seinem Studium lehrte Albert Vierling seit 1930 als Dozent für Bergwerks- und Hüttenmaschinen an der Bergakademie Clausthal. 1933 wurde er Mitglied der NSDAP und der SA. 1935 erhielt er einen Ruf als Professor an die Technische Hochschule Hannover. Von Dezember 1936 bis Dezember 1938 war Vierling Dozentenbundführer der Technischen Hochschule Hannover.
Während seiner Zeit in Hannover verlagerte Vierling den Forschungsschwerpunkt des Instituts für Förderanlagen von den bisher überwiegend behandelten Hebezeugen auf das Gebiet der Stetigförderer und ergänzte das Arbeitsgebiet durch Fragen der zweckmäßigen Organisation des Förderwesens in Produktionsbetrieben, Lagern, Häfen und Bergwerksbetrieben. Dabei wandelte sich der Focus von der Betrachtung einzelner Anlagen hin zu einer umfassenderen Fördertechnik, was sich schließlich auch in einer Namensänderung des Instituts niederschlug: Institut für Fördertechnik. Ab etwa 1950 forschte das Institut überwiegend zur Förderung von Massengütern wie Kohle, Abraum, Erz mit Gurtförderern. Von 1963 bis 1964 war Albert Vierling Rektor der Technischen Hochschule Hannover, 1968 wurde er emeritiert.

## Auszeichnungen
- 1975 Ehrendoktorwürde der TH Karlsruhe.

## Schriften (Auswahl)
- Beitrag zur Frage der Ermittelung der mechanischen Verluste bei Schachtförderanlagen, Berlin, VDI-Verlag, 1930.
- Die Schachtfördereinrichtungen auf dem Oberharz um 1700 (Schriftenreihe der Fachgruppe für Geschichte der Technik beim Verein Deutscher Ingenieure), VDI-Verlag, Berlin 1933
- Schweißen beim Bau von Förderanlagen. Die Bevorzugung des Schweißens beim Bau von Förderanlagen..., in: Fördertechnik 1938, H. 1.
- Leistungssteigerung im Bergbau durch die Fördertechnik, in: Fördertechnik 1939, H. 10.
- (mit Fritz Süchting) Aufgaben aus der Maschinenkunde und Elektrotechnik, Braunschweig, Vieweg, 2., durchges. u. erw. Aufl., 1952.

## Festschrift
- Fördertechnik. Lehre, Forschung, Praxis. Albert Vierling zum 70. Geburtstag gewidmet. Hrsg. von Siegfried Böttcher, Mainz 1969 (mit Schriftenverzeichnis).